# Saint-Amans, Aude

Saint-Amans este o comună în departamentul Aude din sudul Franței. În 1 ianuarie 2022 avea o populație de 62 de locuitori.